# Johanna Kurkela
Johanna Kurkela (Lumijoki, 25 de abril de 1985) é uma cantora Finlandesa.

## Biografia
Seu primeiro trabalho publicado foi o dueto Tahdon tanssia kanssasi com Tomi Metsäketo em 2004. Seu primeiro álbum, Hetki hiljaa, foi lançado em 2005. Ela conseguiu publicidade nas eliminatórias da Finlândia para o Eurovision Song Contest de 2007, com a canção Olet uneni kaunein. Kurkela terminou em sexto lugar. Umas semanas mais tarde lançou o seu segundo disco Marmoritaivas. O seu disco de de 2010,  "Hyvästi, Dolores Haze" vendeu mais de 20 mil cópias.
Johanna Kurkela é casada com o músico Finlandês Tuomas Holopainen desde 28 de Outubro de 2015.

## Discografia

### Álbuns
- Hetki hiljaa (2005)
- Marmoritaivas (2007)
- Kauriinsilmät (2008)
- Hyvästi, Dolores Haze (2010)
- Sudenmorsian (2012)
- Joulun Lauluja (2013)
- Ingrid (2015)

### Singles
- Olen sinussa (2005)
- Olet uneni kaunein (2007)
- Sun särkyä anna mä en (2007)
- Marmoritaivas (2007)

### Participações
- Sonata Arctica - The Days of Grays, nas faixas "Deathaura" e "No Dream Can Heal a Broken Heart" (2009)
- Tuomas Holopainen - Music Inspired by the Life and Times of Scrooge (2014)